# Josep Pérez Vilaplana
José Pérez Vilaplana (Cocentaina, 22 d'agost de 1929 - 8 d'abril de 1998) va ser un músic i compositor valencià, així com director de la banda Unió Musical Contestana de la localitat de Cocentaina.
Es va formar al Reial Conservatori de València. És considerat com un dels grans mestres de la música de festes de Moros i Cristians, per aquesta raó, bona part de les seues composicions són pasdobles o marxes mores.

## Obra

### Música de banda
| - 1969 Zoraidamir, marxa cristiana - 1972 Gentileza '72, marxa cristiana - 1983 Cruzada 83, marxa cristiana - 1984 Abbasidas de San Blas, marxa mora - 1987 Castellans 87, marxa cristiana - 1989 Ballalferis vert 89, marxa mora - 1992 Musulmanes 92, marxa mora - A Mons Pares, marxa mora - Al contrabando, pasdoble - Al-masur, marxa mora - Alarde gentil, marxa cristiana - Alcohol, no gràcies, pasdoble - Almogàvar Ortells, pasdoble - Almogàvers en Concentaina, himne - Als Berebers, marxa mora - Als chanos, marxa mora - Andrián Espí, marxa cristiana - Antonio Miguel, pasdoble - Banda, pasdoble - Bohemios del 29, pasdoble - Bolero-ballet, ballet - Broquer d'or, pasdoble - Cagamistos capità, marxa cristiana - Caravaca de la Cruz, marxa mora - Carla, pasdoble | - Cocisfrán, pasdoble - Coloma el chumbero, marxa mora - Doctor Berenguer, pasdoble - El cadí bereber, marxa mora - El capità bequeter, fanfarria - El chano alférez, marxa mora - El Comtat, pasdoble - El Madhí, marxa mora - El màrtir fester, marxa fúnebre - El meneito bequeter, pasdoble - El mestre a Alcoi, marxa cristiana - El palau de la música, pasdoble - El pergamí, pasdoble - El verd alferis (olla del moro vell), marxa mora - Els Maseros, pasdoble - Els verds estan ahí, pasdoble - Els voltors, pasdoble - Ernest Landric, marxa mora - Fomento musical, marxa cristiana - García y Valor, marxa mora - Génesis, marxa cristiana - Génesis, marxa mora - Génesis II, pasdoble - Guardia Jalifiana, marxa mora - Homenaje, pasdoble - Homenatge a San Blas, marxa cristiana | - L'abegot, pasdoble - La alfombra, pasdoble - La burra Tomasa, pasdoble - Llácer García - (Rapsoda y tapiser), pasdoble - Masanet alférez moro, marxa mora - Miguel Pérez, pasdoble - Moltó Lloréns, marxa cristiana - Moros vells de Biar (El paje verde), marxa mora - Musical contestana, pasdoble - Muza malik, marxa mora - No fará rés... mallorquí, pasdoble - Noces d'argent, pasdoble - Oración nómada, marxa mora - Paco flautí, pasdoble - Rabb-an-dán, marxa mora - Raf-Gin, marxa mora - Realistes de Villena, marxa mora - Remembranza, pasdoble - Sant Hipòlit, marxa militar - Segrelles, pasdoble - Sentimientos, pasdoble - Sìnode fester, marxa cristiana - Solfistas contestanos, pasdoble - Valls Reig, pasdoble - Vila Vella, marxa cristiana - Voluntad de Fer, marxa mora |

### Misses
- Llàgrimes de Mare - missa religiosa
- Mare de Déu - missa religiosa
- San Hipólito - missa religiosa
- San Hipólito - missa religiosa